# Jimmy Johnson (football américain, 1938)
Pour les articles homonymes, voir Johnson et Jimmy Johnson.
Pro Football Hall of Fame 1994
(en) Statistiques sur pro-football-reference
James Earl Johnson, dit Jimmy Johnson, né le 31 mars 1938 à Dallas (Texas) et mort le 8 mai 2024,, est un sportif professionnel américain de football américain qui a évolué au poste de cornerback dans la National Football League (NFL) pendant seize saisons pour la franchise des 49ers de San Francisco.
Au niveau universitaire, il a joué pour les Bruins de l'université de Californie à Los Angeles pendant deux saisons (1959-1960) dans la NCAA Division I FBS et sa conférence avant d'être sélectionné en 6e choix global lors du premier tour de la draft 1961 de la NFL par les 49ers.
En tant que professionnel, il a été sélectionné à quatre reprises dans la première équipe All-Pro (1969–1972), à de quatre reprises dans la deuxième équipe All-Pro (1964–1966, 1968), à cinq reprises pour le Pro Bowl (1969–1972, 1974) et dans l'équipe NFL de la décennie 1970. Il se voit également décerner le George Halas Award (en) (1972). Intronisé au Pro Football Hall of Fame en 1994, il l'est également en 2009 au Hall of Fame des 49ers de San Francisco (en), son numéro 37 a été retiré par cette franchise.
Jimmy Johnson est le frère de Rafer Johnson, acteur et décathlonien, médaillé d'or du décathlon des jeux olympiques d'été 1960 à Rome.